# ATP Ostrava
L'ATP Ostrava, noto anche come Ostrava Open, era un torneo di tennis che ha fatto parte del circuito ATP Tour nell'ambito delle ATP World Series. Si giocava sui campi in sintetico indoor di Ostrava in Repubblica Ceca dal 1994 al 1998.

## Albo d'oro

### Singolare
| Anno | Vincitore          | Finalista          | Punteggio     |
| ---- | ------------------ | ------------------ | ------------- |
| 1994 | MaliVai Washington | Arnaud Boetsch     | 4–6, 6–3, 6–3 |
| 1995 | Wayne Ferreira     | MaliVai Washington | 3–6, 6–4, 6–3 |
| 1996 | David Prinosil     | Petr Korda         | 6–1, 6–2      |
| 1997 | Karol Kučera       | Magnus Norman      | 6–2 ritiro    |
| 1998 | Andre Agassi       | Ján Krošlák        | 6–2, 3–6, 6–3 |

### Doppio
| Anno | Vincitori                       | Finalisti                          | Punteggio     |
| ---- | ------------------------------- | ---------------------------------- | ------------- |
| 1994 | Martin Damm / Karel Nováček     | Gary Muller / Piet Norval          | 6–4, 1–6, 6–3 |
| 1995 | Jonas Björkman / Javier Frana   | Guy Forget / Patrick Rafter        | 6–7, 6–4, 7–6 |
| 1996 | Sandon Stolle / Cyril Suk       | Ján Krošlák / Karol Kučera         | 7–6, 6–3      |
| 1997 | Jiří Novák / David Rikl         | Donald Johnson / Francisco Montana | 6–2, 6–4      |
| 1998 | Nicolas Kiefer / David Prinosil | David Adams / Pavel Vízner         | 6–4, 6–3      |